# Gabriele Paleotti
Gabriele Paleotti (Bolonya, 4 d'octubre de 1522 – Roma, 23 de juliol de 1597) fou un cardenal italià, arquebisbe de Bolonya i personalitat destacada de la Contrareforma.
Fou successivament canonge, auditor de la Rota Romana i delegat del Papa en el Concili de Trento, aconseguint el 1565 la porpra cardenalícia. L'any següent fou nomenat bisbe de la seva ciutat nadiua, la qual seu s'erigí en arquebisbat el 1582. Tenia com a mestre de capella el madrigalista belga Melle i era amic de Sant Carles Borromeo i de Sixte V, i va estar a punt de ser elegit papa a la mort de l'últim.
Va escriure:
- De bono senectutis (Anvers, 1598),
- De imaginibus sacris et profanis (Roma, 1594),
- Archiepiscopali Bouaniense (Roma, 1594),
- De nothis spuriisque filis (Frankfurt, 1573),
- De bono senectutis (Roma, 1595) i les Actes del Concili de Trento, utilitzades per Pallavicini, Regnaud i altres en les seves obres.